# SFRS6
SFRS6‏ (Serine and arginine rich splicing factor 6) هوَ بروتين يُشَفر بواسطة جين SFRS6 في الإنسان.